# Tord Asle Gjerdalen
Tord Asle Gjerdalen (Hønefoss, 3 agosto 1983) è un fondista norvegese.

## Biografia
In Coppa del Mondo ha esordito il 24 febbraio 2004 a Trondheim (67°), ha ottenuto il primo podio il 14 gennaio 2006 in Val di Fiemme (3°) e la prima vittoria il 7 dicembre 2008 a La Clusaz.
In carriera ha preso parte a tre edizioni dei Giochi olimpici invernali, Torino 2006 (15° nella 50 km, 17° nell'inseguimento), Vancouver 2010 (28° nella 15 km, 19° nell'inseguimento) e Soči 2014 (21° nella 50 km, 20º nello skiathlon), e a tre dei Campionati mondiali, vincendo tre medaglie.
Ha vinto la Marcialonga nel 2015, nel 2016 e nel 2017.

## Palmarès

### Mondiali
- 4 medaglie:
  - 2 oro (staffetta a Oslo 2011; staffetta a Val di Fiemme 2013)
  - 2 bronzi (50 km a Oslo 2011; 15 km a Val di Fiemme 2013)

### Mondiali juniores
- 1 medaglia:
  - 1 argento (staffetta a Sollefteå 2003)

### Coppa del Mondo
- Miglior piazzamento in classifica generale: 4º nel 2008
- 9 podi (3 individuali, 6 a squadre):
  - 1 vittoria (a squadre)
  - 5 secondi posti (2 individuali, 3 a squadre)
  - 3 terzi posti (1 individuale, 2 a squadre)

#### Coppa del Mondo - vittorie
| Data            | Località  | Nazione | Spec.                                                                   |
| --------------- | --------- | ------- | ----------------------------------------------------------------------- |
| 7 dicembre 2008 | La Clusaz | Francia | 4x10 km (con Tor-Arne Hetland, Martin Johnsrud Sundby e Petter Northug) |

#### Coppa del Mondo - competizioni intermedie
- 1 podio di tappa:
  - 1 terzo posto